# 固孢蛙粪霉
固孢蛙粪霉（学名：Basidiobolus haptosporus）是属于虫霉目蛙粪霉科蛙粪霉属的一种真菌，腐生在动物粪便等基物上，可引起蛙粪霉病。该种分布于中国大陆、台湾、印度尼西亚、喀麦隆、科特迪瓦、尼日利亚、巴西、布基纳法索、留尼汪、美国等地。